# Opel Corsa
Der Corsa ist ein Kleinwagen des Rüsselsheimer Automobilherstellers Opel, der seit Herbst 1982 hergestellt wird.
Der Corsa B und C beruhen auf der GM-Gamma-Plattform, der Corsa D und E auf der Punto3-ZFA199/GM-SCCS-Plattform.
Der Corsa F und dessen elektrische Variante Corsa-e basieren auf der CMP (EMP1)-Plattform des PSA-Konzerns.
Die sechste Generation Corsa F und der elektrische Corsa-e wurden im Mai 2019 vorgestellt und werden seit Juni 2019 verkauft.
In den meisten europäischen Ländern ist der Opel Corsa unter dem Namen Opel Corsa erhältlich. Im Vereinigten Königreich wurde bzw. wird der Corsa A als Vauxhall Nova und die Modelle ab dem Corsa B als Vauxhall Corsa verkauft. In Japan trägt er den Namen Opel Vita, da es dort bereits seit 1978 den Toyota Corsa gibt. In Australien wurden der Corsa B und C als Holden Barina angeboten. Spätere Barinas basiert jedoch auf dem Chevrolet Kalos. Auch der Vauxhall Corsavan basiert auf dem Opel Corsa.
Am 24. Januar 2008 lief im Opelwerk Eisenach der zehnmillionste Corsa vom Band. Am 3. Mai 2019 lief dort der letzte Corsa (E) vom Band.
Ausführliche Informationen zu den Baureihen sind in den zugehörigen Einzelartikeln beschrieben.

## Übersicht über die einzelnen Corsa-Baureihen

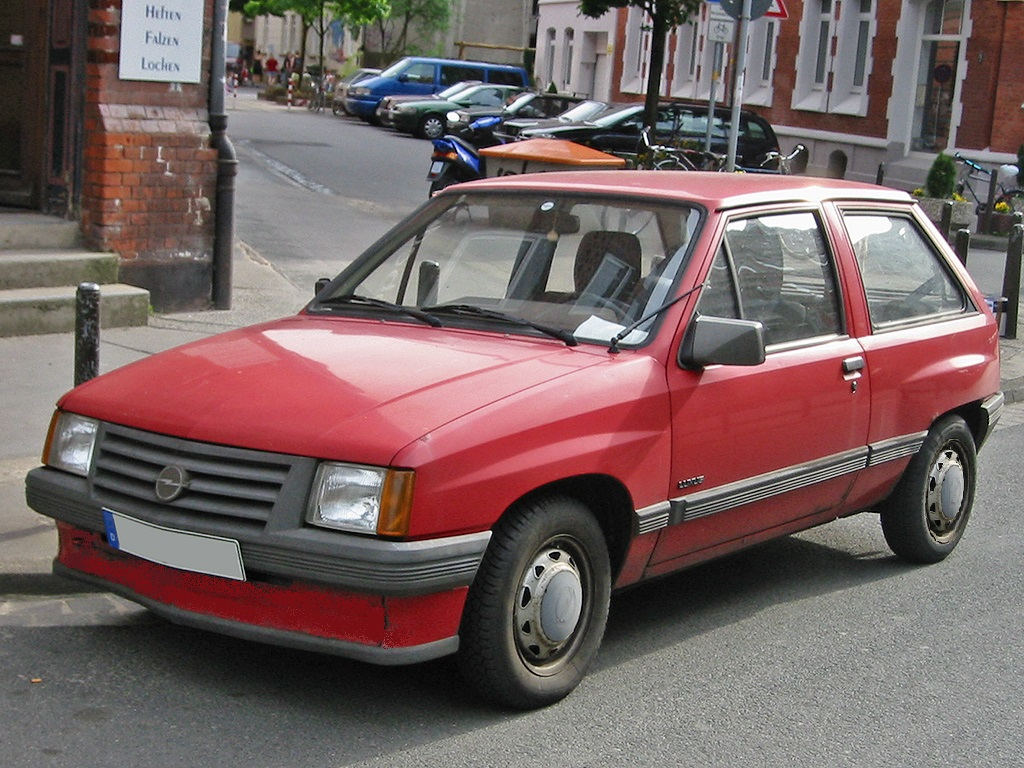
Opel Corsa A 1982–1993
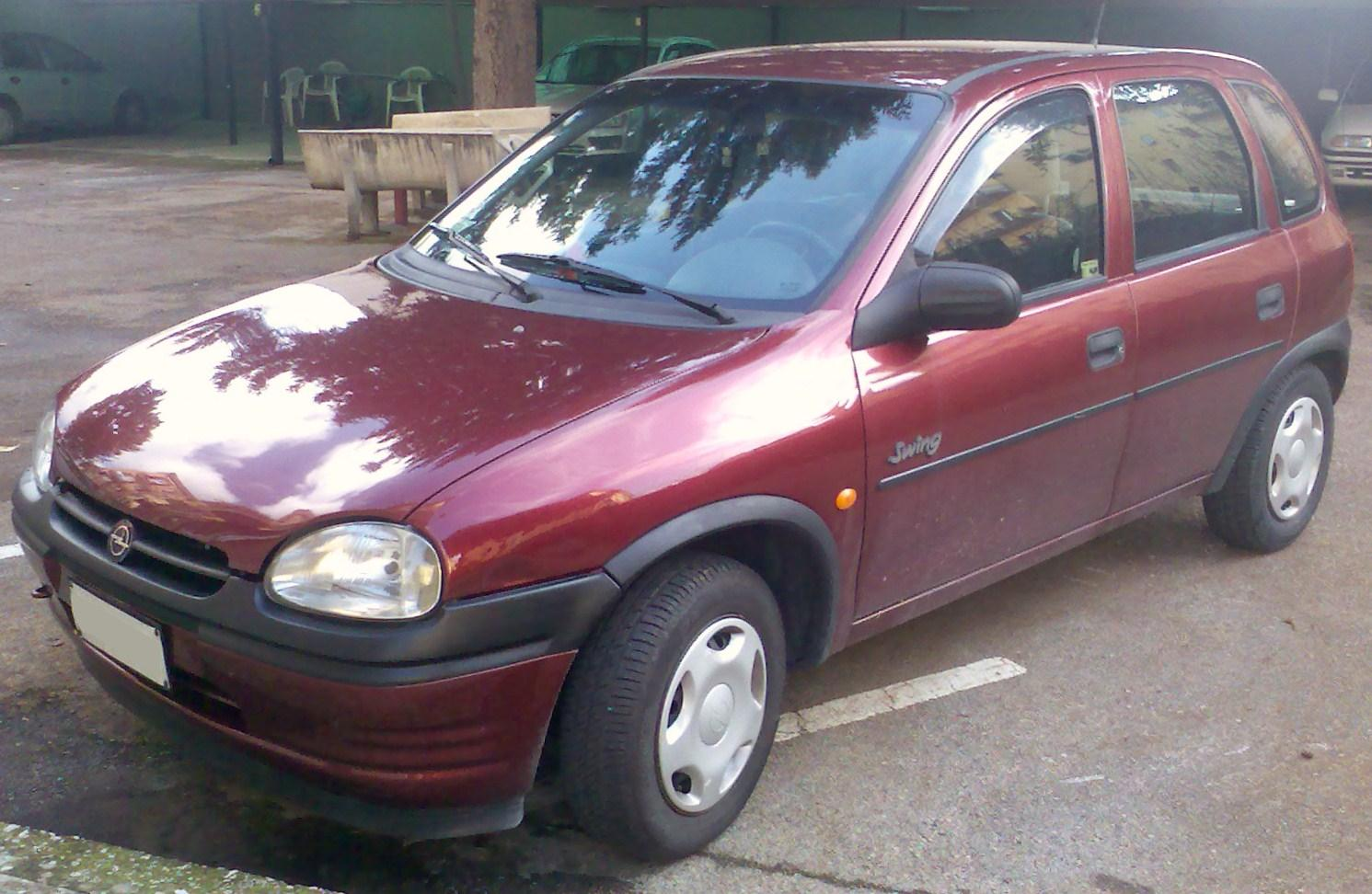
Opel Corsa B 1993–2000
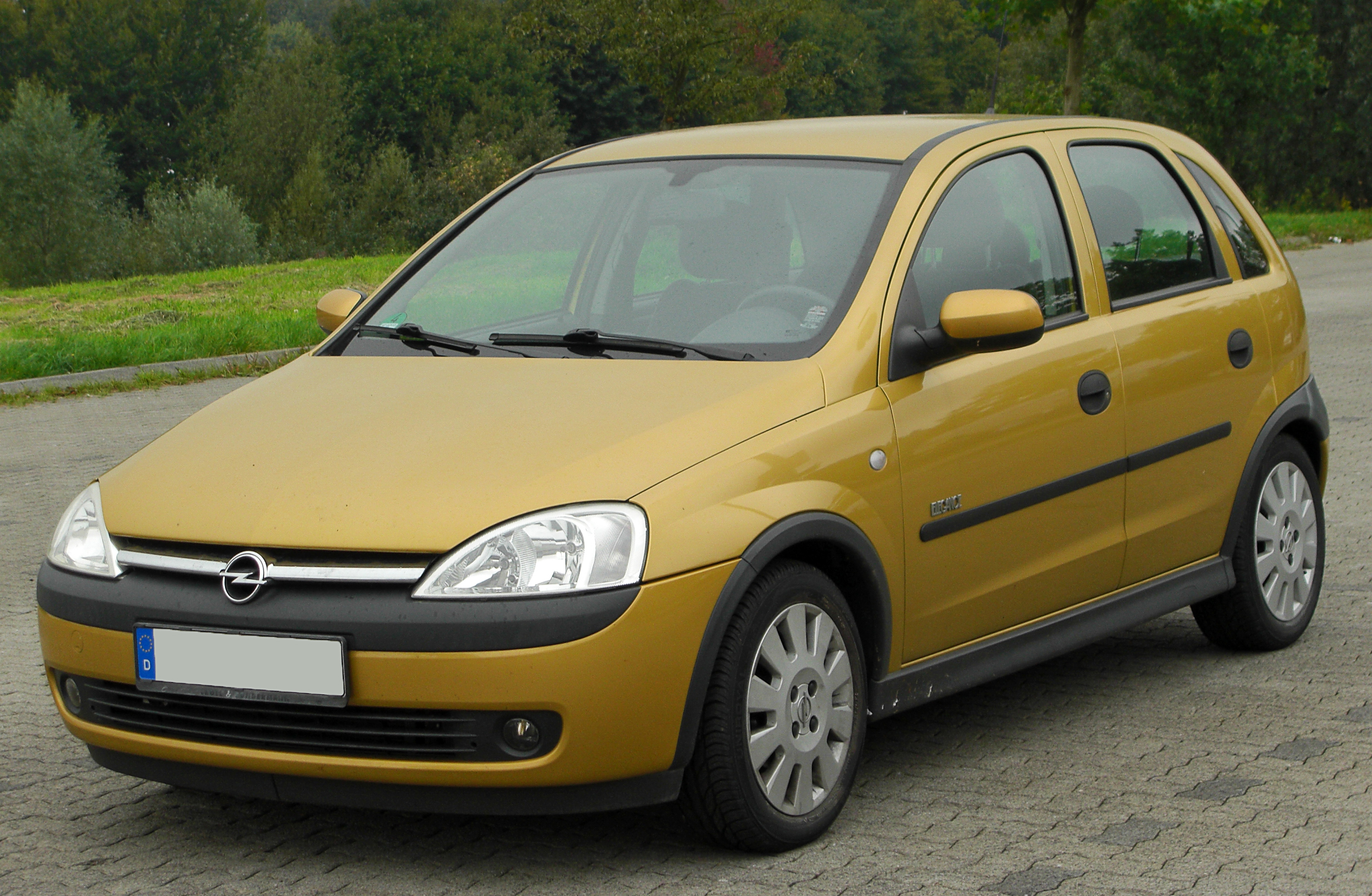
Opel Corsa C 2000–2006
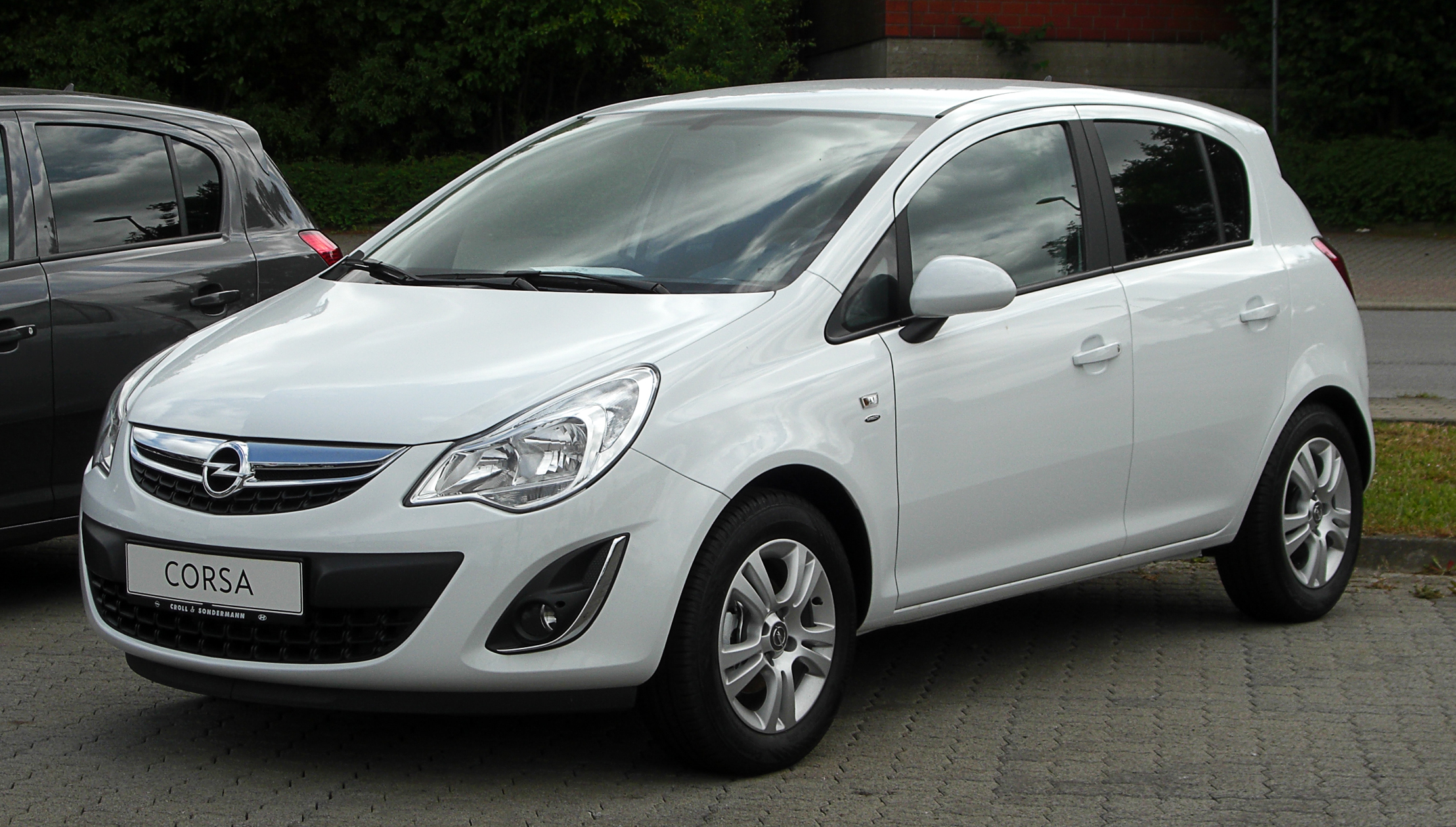
Opel Corsa D 2006–2014
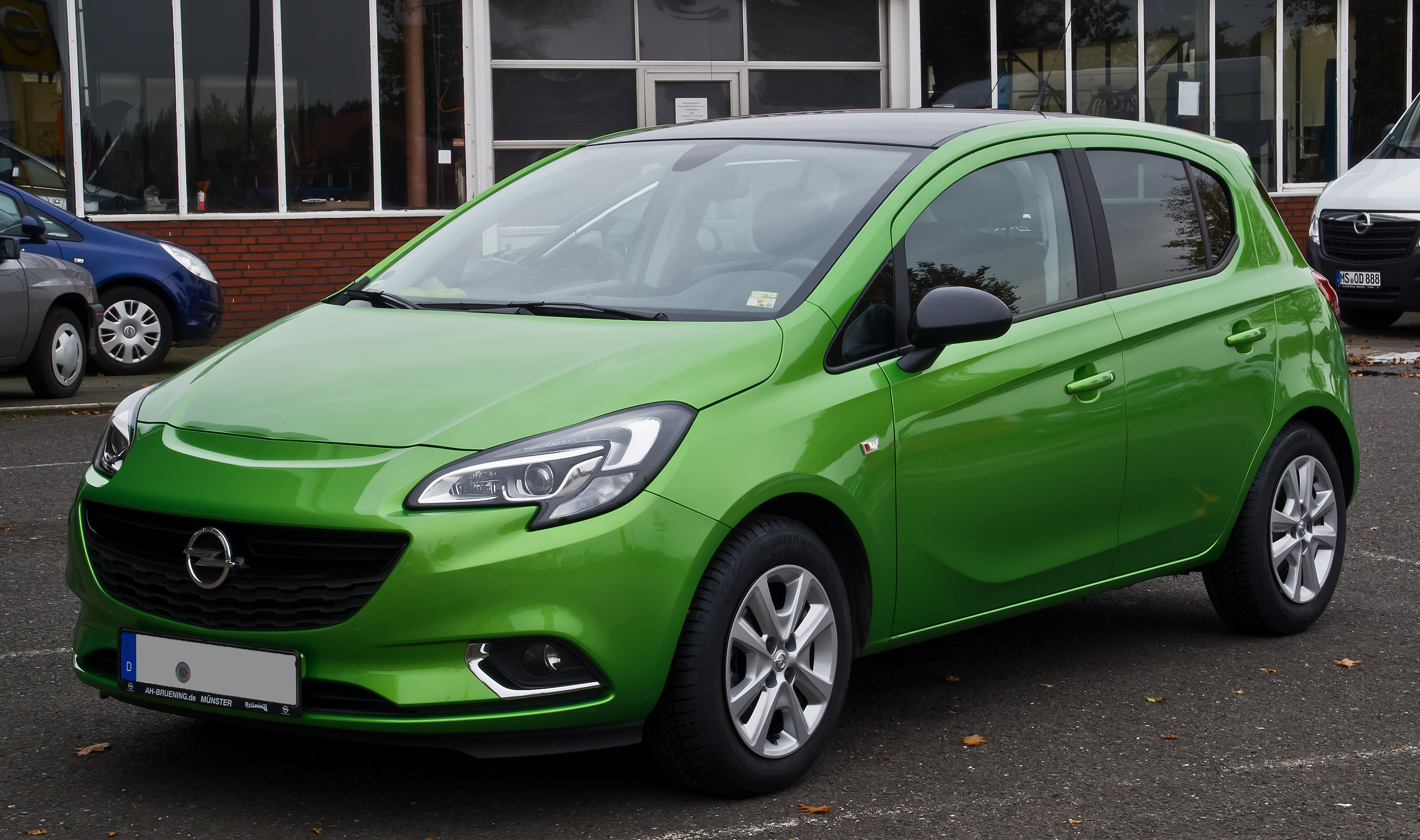
Opel Corsa E 2014–2019
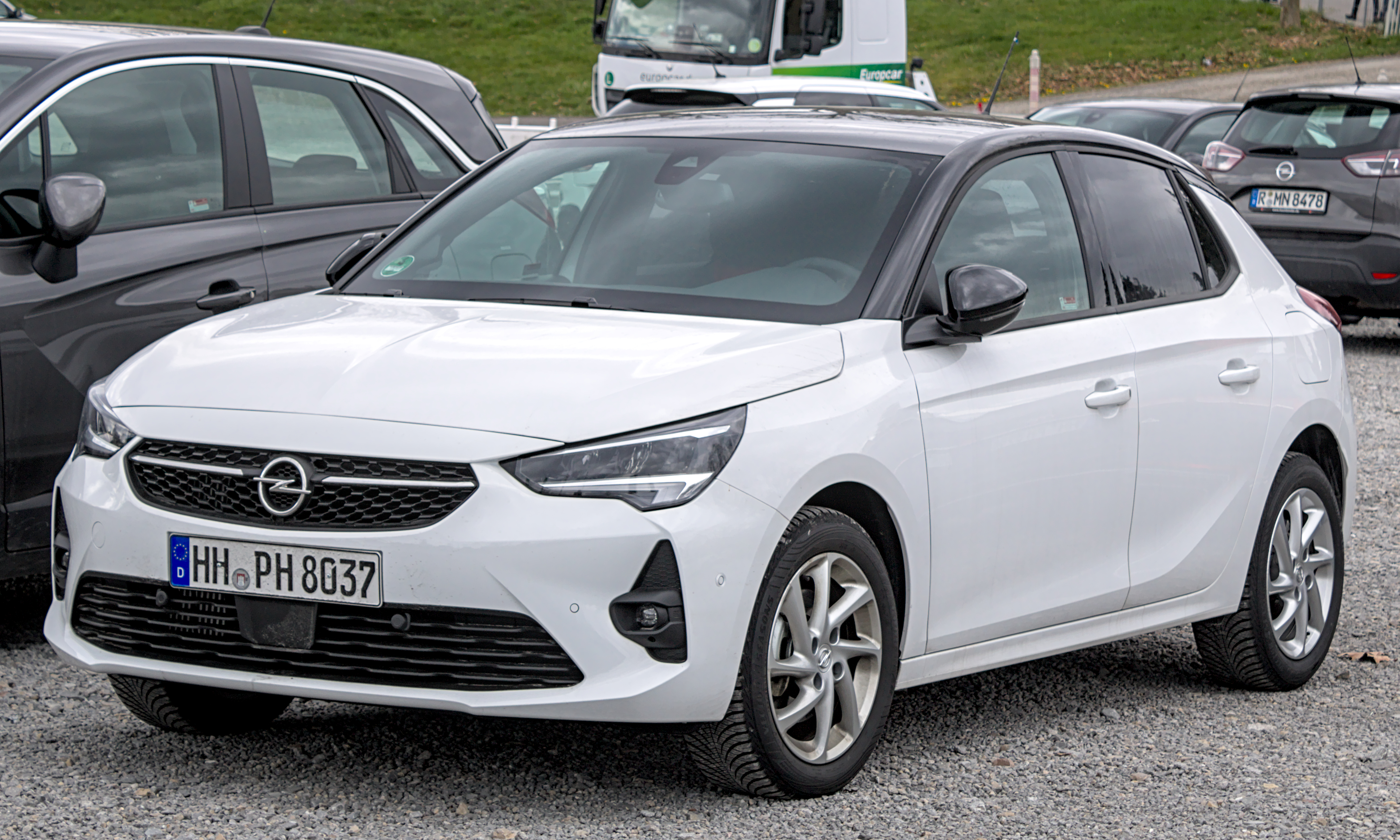
Opel Corsa F seit 2019

### Corsa A
Der Corsa A (intern: S83) wurde von Herbst 1982 bis Anfang 1993 produziert. Gebaut wurde er im General-Motors-Werk im spanischen Figueruelas (ca. 30 km nordwestlich von Saragossa) unter der Marke Opel und als Nova unter der Marke Vauxhall. Auf einer Bodengruppe mit einem Radstand von 2343 Millimeter entstanden Kombilimousinen mit zwei und vier Türen sowie Stufenheck-Limousinen mit zwei und vier Türen.
Das Motorenprogramm umfasste Ottomotoren mit 1,0 bis 1,6 Liter Hubraum sowie Dieselmotoren von 1,5 Liter Hubraum mit und ohne Turbo-Aufladung. Das Leistungsspektrum reichte von 33 kW bis 74 kW (45 bis 100 PS).

### Corsa B
Der Corsa B (intern: S93) wurde in Europa von Anfang 1993 bis Spätsommer 2000 produziert. Für die Kernmärkte wurde er in verschiedenen europäischen General-Motors-Werken unter den Marken Opel und Vauxhall gebaut. Auf einer Bodengruppe mit einem Radstand von nunmehr 2443 Millimeter entstanden für die Kernmärkte allein Kombilimousinen mit zwei und vier Türen. Für andere, außereuropäische Märkte entstanden auch viertürige Stufenhecklimousinen, viertürige Kombis, zweitürige Pick-ups sowie zweitürige Cabriolets; sie wurden teilweise unter anderen GM-Marken wie Chevrolet, Buick und Holden vertrieben.
Das Motorenprogramm umfasste Ottomotoren mit 1,0 bis 1,6 Liter Hubraum sowie Dieselmotoren von 1,5 bis 1,7 Liter Hubraum mit und ohne Turboaufladung. Das Leistungsspektrum reichte von 33 bis 80 kW (45 bis 109 PS).
Dieselbe Bodengruppe nutzte das Sportcoupé Opel Tigra.

### Corsa C
Der Corsa C (intern: X01) wurde in Europa von Herbst 2000 bis Sommer 2006 produziert. Für die Kernmärkte wurde er in verschiedenen europäischen General-Motors-Werken unter den Marken Opel und Vauxhall gebaut. Auf einer Bodengruppe mit einem Radstand von nunmehr 2491 Millimeter entstanden für die Kernmärkte allein Kombilimousinen mit zwei und vier Türen. Für andere, außereuropäische Märkte entstanden auch viertürige Stufenhecklimousinen und viertürige Kombis; sie wurden teilweise unter anderen GM-Marken wie Chevrolet, Buick und Holden vertrieben.
Das Motorenprogramm umfasste Ottomotoren von 1,0 bis 1,8 Liter Hubraum sowie Dieselmotoren von 1,3 bis 1,7 Liter Hubraum mit Turboaufladung. Das Leistungsspektrum reichte von 43 bis 92 kW (58 bis 125 PS).
Dieselbe Bodengruppe nutzte das Cabrio-Coupé Opel Tigra TwinTop, der Mini-Van Opel Meriva und das Kastenwagenmodell Opel Combo.

### Corsa D
Der Corsa D (intern: S07) wurde in Europa von Sommer 2006 bis Herbst 2014 produziert. 2011 erhielt der Corsa D ein Facelift, das vor allem an einer veränderten Frontpartie erkennbar ist.
Für die Kernmärkte wurde der Corsa in verschiedenen europäischen General-Motors-Werken unter den Marken Opel und Vauxhall gebaut. Auf einer Bodengruppe mit einem Radstand von nunmehr 2511 Millimeter entstanden für die Kernmärkte allein Kombilimousinen mit zwei und vier Türen. Für andere, außereuropäische Märkte entstanden weitere Varianten, teils unter anderen GM-Marken.
Das Motorenprogramm umfasste Ottomotoren von 1,0 bis 1,6 Liter Hubraum sowie aufgeladene Dieselmotoren mit 1,3 bis 1,7 Liter Hubraum. Das Leistungsspektrum reichte von 44 bis 155 kW (60 bis 210 PS).

### Corsa E
Die fünfte Generation Corsa E (intern: X15) wurde in Europa ab November 2014 produziert. Für die Kernmärkte wird er in verschiedenen europäischen General-Motors-Werken unter den Marken Opel und Vauxhall gebaut. Auf einer Bodengruppe mit einem Radstand von 2510 Millimeter entstehen für die Kernmärkte allein Kombilimousinen mit zwei und vier Türen. Für andere, außereuropäische Märkte entstehen weitere Varianten, teils unter anderen GM-Marken.
Das Motorenprogramm umfasst Ottomotoren von 1,0 bis 1,6 Liter Hubraum sowie aufgeladene Dieselmotoren mit 1,3 Liter Hubraum. Das Leistungsspektrum reicht von 51 bis 152 kW (69 bis 207 PS).

### Corsa F und Corsa-e
Der Corsa F wurde von Opel im Mai 2019 offiziell vorgestellt. Erstmals gibt es mit dem Corsa-e auch eine Variante mit Elektromotor. Die technische Basis benutzt auch der Plattformbruder Peugeot 208 II bzw. Peugeot e-208.
Der Innenraum orientiert sich sehr am Opel Astra K. Erstmals gibt es in der Kleinwagenklasse Matrix-LED-Scheinwerfer, die zuvor nur für die Opel-Modelle Astra K und Insignia B angeboten wurden.
Er wird nur im Opel-Werk Saragossa gebaut (die Produktion begann am 7. Oktober 2019) und er wird nur als Fünftürer angeboten.

## Modellvarianten für einzelne Länder
In vielen Ländern, vor allem außerhalb Europas, wurde der Corsa C bis Mai 2007 noch nicht durch den Corsa D ersetzt. 
In Kenia und Südafrika wurde eine Pick-up-Variante des Corsa C als Corsa Utility, in Brasilien, Uruguay und Venezuela als Chevrolet Montana angeboten.
Auch der Corsa B wurde in einigen Ländern produziert. In Südafrika wurde die frühere Version (vor 1997) als Corsa Lite angeboten, während in Indien die spätere Version (ab 1997) unter den Namen Corsa Sail (Schrägheck), Corsa Joy (Stufenheck) und Corsa Swing (Caravan) vertrieben wurde.
Vor allem in Südamerika wurden Corsa-Ableger unter dem Namen Chevrolet Corsa angeboten.
Ein etwas überarbeiteter Corsa C wurde in Argentinien, Brasilien, Ecuador, Mexiko und Uruguay mit Schräg- und Stufenheck unter der Bezeichnung Corsa verkauft.
Der seit dem Jahr 2000 in Brasilien und Uruguay, später auch in Argentinien, angebotene Chevrolet Celta ist ein stark modifizierter Opel Corsa B mit Design-Elementen (zum Beispiel Frontscheinwerfer) des Opel Vectra. Sein ab 2007 angebotener Stufenheck-Ableger heißt Chevrolet Prisma.
Auf anderen Märkten wurde der Corsa als Opel Vita vermarktet. Benutzt wurde diese Marktbezeichnung für die zweite und dritte Generation auf den Märkten Ostafrikas. 
Mit dem Export der Fahrzeuge wurde der Name auch in Japan verwendet.